# 科馬納鄉 (久爾久縣)

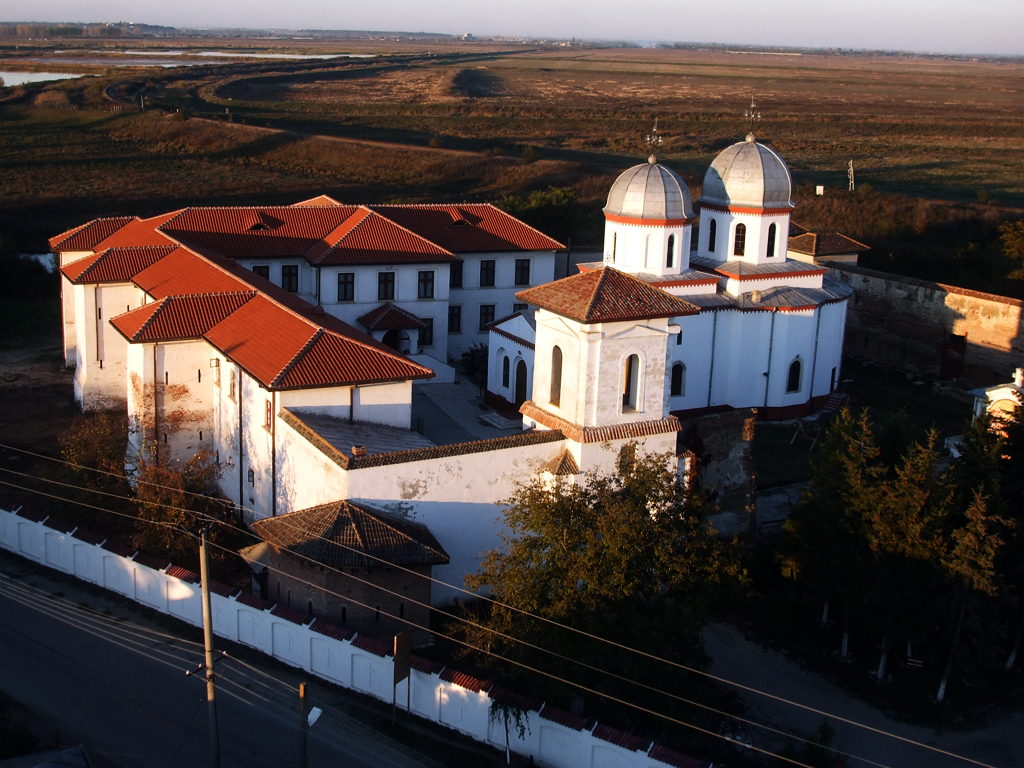
科马纳修道院，弗拉德三世的安葬之地

44°10′N 26°9′E / 44.167°N 26.150°E
科馬納鄉（羅馬尼亞語：Comuna Comana, Giurgiu），是羅馬尼亞的鄉份，位於該國南部，由久爾久縣負責管轄，面積103平方公里，海拔高度46米，2007年人口7,432，人口密度每平方公里72人。